# کروستین
کروستین (به انگلیسی: Crocetin) یک ترکیب شیمیایی با شناسه پاب‌کم ۵۲۸۱۲۳۲ است. شکل ظاهری این ترکیب، بلورهای قرمز است.